# Азарьев, Николай Николаевич (штурман)
Никола́й Никола́евич Аза́рьев (1868—1904) — российский морской военный деятель, лейтенант, флагманский штурман Морского походного штаба наместника Его Императорского Величества на Дальнем Востоке.

## Биография
Родился 2 июля 1868 года в Ревеле в семье отставного капитана 2 ранга.
Погиб вместе с командующим эскадрой контр-адмиралом В. К. Витгефтом на эскадренном броненосце «Цесаревич» в бою с японской эскадрой при попытке прорыва из Порт-Артура во Владивосток 28 июля 1904 года.

### Служба
- 16.09.1882 года поступил в Мореходное училище.
- 30.08.1887 года произведён в гардемарины
- 22.09.1888 года произведён в мичманы. За отличную учёбу награждён премией им. адмирала Н. К. Краббе.
- В 1888−1891 годах плавал в Балтийском море и за границей.
- 03.05.1892 года переведён в Сибирский флотский экипаж.
- В 1892−1894 годах — в должности производителя работ Отдельной Съемки Восточного Океана выполнил гидрографические исследования в заливе Петра Великого.
- 17.04.1894 года произведен в лейтенанты[1].
- В 1895−1900 годах в должности вахтенного начальника на миноносце «Уссури», МКЛ «Бобр» и старшего штурманского офицера МКЛ «Кореец» , ТР «Камчадал», п/с «Силач», МКЛ «Манджур» плавал в морях Дальнего Востока и за границей.
- 25.06.1896 года зачислен в штурманские офицеры 1-го разряда.
- В 1900 году командовал миноносцами в составе подвижной минной обороны Порт-Артура, выполнял обязанности старшего штурманского офицера эскадренного броненосца «Наварин» в период военных действий в Китае.
- 06.05.1901 года назначен и.д. флаг-офицера при младшем флагмане ТОЭ на л/к «Надёжный».
- С 11.12.1901 года — старший флаг-офицер штаба младшего флагмана, командовал Отдельным отрядом судов контр-адмирала Г. П. Чухнина, возвращавшихся из Порт-Артура в Кронштадт.
- 17.12.1901 года переведен на Балтийский флот.
- 23.06.1903 года назначен старшим флаг-офицером штаба ТОЭ (Порт-Артур). Участник обороны Порт-Артура[1].
- В январе 1904 года отличился при отражении минной атаки на корабли 1-й ТОЭ 26 числа и в бою с эскадрой противника 27 числа[1].
- С 27.02.1904 года старший флагманский офицер штаба вице-адмирала С. О. Макарова.
- С 24 марта по 5 апреля 1904 года командовал миноносцем «Бурный»[1].
- 07.04.1904 года назначен флагманским штурманом Морского походного штаба наместника ЕИВ на Дальнем Востоке[1].

## Память
- Именем Николая Азарьева названы два мыса в заливе Петра Великого (на полуострове Гамова — мыс был нанесён на карту экспедицией В. М. Бабкина и в Уссурийском заливе — нанесён на карту в 1870-х[2]).

## Награды
- Орден Святого Станислава 3-й степени (1896);
- Орден Святой Анны 3-й степени (1899);
- Золотая сабля «За храбрость» (5.07.1904)[1].